# 新田高等学校の人物一覧
新田高等学校の人物一覧は新田高等学校に関係する人物の一覧記事。

## 著名な卒業生

### スポーツ
野球
- 作道烝 - 元プロ野球選手 1961年度卒
- 山本良材 - 元プロ野球選手 1969年度卒
- 大川浩 - 元プロ野球選手 1974年度卒
- 宮下典明 - 元プロ野球選手 1990年度卒
- 越智大祐 - 元プロ野球選手 2001年度卒

ラグビー
- 木本建治 - 元ラグビー選手、指導者 1958年度卒
- 山本巌 - 元ラグビー日本代表、指導者、元日本代表監督 1964年度卒
- 向井昭吾 - 元ラグビー日本代表、指導者、元日本代表監督 1979年度卒
- 栗原誠治 - 元ラグビー日本代表 1982年度卒
- 坂田正彰 - 元ラグビー日本代表 1990年度卒
- 山本貢 - 元ラグビー日本代表 1999年度卒
- 岡田正平 - 元ラグビー選手 2002年度卒
- 増田大暉 - 元ラグビー選手 2008年度卒
- 村上翔梧 - ラグビー選手（セコムラガッツ所属） 2014年度卒

サッカー
- 本田将也 - 元サッカー選手、指導者 1991年度卒
- 曽根田穣 - サッカー選手（愛媛FC所属）

バスケット
- 井上聡 - 元プロバスケットボール選手 2000年度卒
- 菅裕一 - バスケットボール選手 1995年度卒
- 俊野達彦 - バスケットボール選手（横浜エクセレンス所属） 2005年度卒

柔道
- 浅見三喜夫 - 柔道家（浅見八瑠奈の父親） 1976年度卒
- 南條充寿 - 柔道家（全日本女子代表監督） 1990年度卒
- 徳野和彦 - 柔道家（元全日本女子柔道チームコーチ） 1992年度卒
- 浅見八瑠奈 - 柔道家（48kg級世界チャンピオン） 2006年度卒
- 中矢力 - 柔道家（73kg級世界チャンピオン） 2007年度卒
- 井上愛美 - 柔道家（78kg超級世界ジュニアチャンピオン） 2010年度卒
- 金琳煥 - 柔道家 2010年度卒
- 高市賢悟 - 柔道家 2011年度卒
- 鶴岡来雪 - 柔道家 2012年度卒
- 影浦心 - 柔道家（100kg超級世界チャンピオン） 2013年度卒
- 佐藤史織 - 柔道家 2014年度卒
- 立川新 - 柔道家 2015年度卒
- 立川桃 - 柔道家 2018年度卒
- 熊坂光貴 - 柔道家 2018年度卒

ボクシング
- 福田健吾 - 関東一高に転校、最高位WBA世界フェザー級12位
- 三迫将弘 - 1年1学期まで、広陵高校に転校、後のWBA世界スーパーウェルター級王座挑戦者
- 門田新一 - 後のWBAスーパーライト級王座挑戦者 1966年度卒
- 升田貴久 - 中退、プロボクサー WBC世界フライ級王座挑戦者
  - 福田、三迫、門田、升田の4選手とも三迫の叔父仁志が経営する三迫ボクシングジム所属
- 浜田吉治郎 - アマチュアボクシング選手。東京オリンピック日本代表 1960年度卒
- 長尾朋範 - WBOアジアパシフィックフライ級王者

その他スポーツ
- 大城戸功 - 剣道家、元愛媛県警警察官、教士八段、元世界チャンピオン 1973年度卒
- 渡部哲男 - 競輪選手 1997年度卒
- 大堀約礼 - トライアスロン選手 1983年度卒
- 後藤陸翔 - バレーボール選手 東京グレートベアーズ所属

### その他
- 横山博幸 - 元衆議院議員 1968年度卒
- 武智邦典 - 伊予市長、元伊予市議会議員 1974年度卒
- 黒田尭之 - 将棋棋士 2014年度卒
- 山根ことみ - 女流棋士 2015年度卒
- 丹下真奈 - フリーアナウンサー（元南海放送アナウンサー） 1999年度卒
- 国本雅広 - ケイファクトリー取締役、演出家兼任プロデューサー 1976年度卒
- 和田嘉訓 - 映画監督、脚本家 1950年度卒
- 本坊元児 - お笑い芸人。ソラシド (お笑いコンビ)の一人。
- 濱川けむり-シンガーソングライター、音楽家　2007年度卒
- 小川泰平 - 警察官 1979年度卒